# 테 시고 아만도
《테 시고 아만도》(스페인어: Te sigo amando)은 1996년 방영된 멕시코의 텔레노벨라이다.